# Luminescência

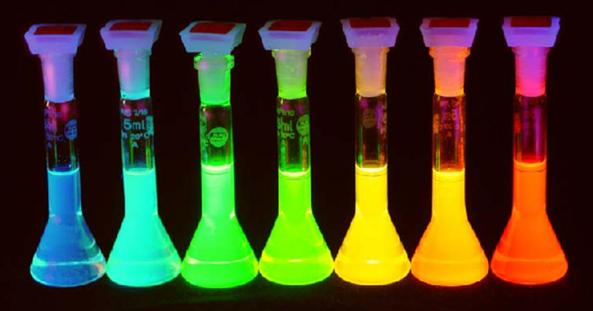
Amostras de espécies químicas luminescentes

A luminescência é a emissão de luz por uma substância quando submetida a algum tipo de estímulo como luz, reação química, radiação ionizante.
O primeiro composto sintético orgânico a apresentar uma reação quimiluminescente foi a lofina, preparada em 1887 por Bronisław Radziszewski, o qual observou que a lofina não emitia luz quando aquecida na ausência de O2; tal observação permitiu que em 1888, Eilhard Wiedemann, o primeiro a utilizar o termo quimiluminescência, distingui-se a incandescência da luminescência. 
Foi apenas em 1928 que se chegou a uma caracterização mecanística de uma reação quimiluminescente, a reação de oxidação do luminol com peróxido de hidrogênio, por H. O. Albrecht.
Uma definição mais precisa do fenômeno diz que a quimiluminescência é a produção de radiação luminosa eletromagnética (inclusive UV e IV) por uma reação química, e que o processo químico envolve a absorção, pelos reagentes, de energia suficiente para a geração de um complexo ativado, o qual se transforma em um produto eletronicamente excitado. Tal complexo ativado, caso seja emissivo, poderá emitir radiação diretamente, caso contrário, poderá haver a transferência de energia do estado excitado para uma molécula aceptora apropriada, resultando na emissão indireta da radiação. 
A questão fundamental a respeito deste processo: "Por que algumas reações geram produtos eletronicamente excitados, quando poderiam gerar as mesmas espécies no estado fundamental?", ainda não foi perfeitamente respondida, porém, alguns requisitos básicos para observação da quimiluminescência são facilmente identificáveis.
Numa reação quimiluminescente -quimio-energizada- (Figura 1), o processo químico envolvido pode ser esquematizado da seguinte forma: o reagente no estado fundamental, Ro, adquire energia térmica suficiente para originar o complexo ativado (≠), o qual transforma-se no produto eletronicamente excitado (P*). 
Existem três modelos mecanísticos básicos para a quimiluminescência em fase líquida: (i) a decomposição unimolecular de certas moléculas termodinamicamente instáveis, denominadas 1,2-dioexatanos, (ii) a transferência de um elétron de um poderoso redutor para um oxidante e (iii) um mecanismo para quimiluminescência 
de certos peróxidos orgânicos na presença de hidrocarbonetos aromáticos policondensados. 
O modelo mecanístico (i) incluí a reação quimiluminescente da lucigenina, já que ao longo da reação de quimiluminescência forma-se um 1,2-dioxetano o qual ao ser decompor resulta na formação do produto excitado (metilacridona*).
Nas últimas décadas do século XX, o desenvolvimento e o aprimoramento de novas técnicas de aquisição e tratamentos de dados analíticos, conjuntamente com a necessidade crescente de métodos de análise mais sensíveis e seletivos, abriram caminho para novas propostas analíticas que atualizaram o interesse pela quimiluminescência. Pesquisas sobre as reações quimiluminescentes são desenvolvidas em todas as áreas da química e, em geral, envolvem estudos sobre mecanismos, identificação de reagentes, produtos e intermediários, além das medidas da eficiência quântica e desenvolvimento de aplicações analíticas. 
As condições nas quais são realizadas as reações têm grande influência na duração da radiação emitida, tanto que mudanças nos parâmetros experimentais tais como na forma de mistura dos reagentes, temperaturas, concentrações de espécies reacionais ou interferentes, pH, entre outros parâmetros, podem modificar totalmente a emissão, podendo até suprimi-la. Estudos demonstraram que a cor e a intensidade de emissão da radiação são fortemente afetadas pela polaridade do solvente, já que a esfera de solvatação proporcionada pelo solvente pode interferir na velocidade de formação de moléculas excitadas, o que interfere diretamente no rendimento quântico da reação. 
As principais aplicações analíticas da quimiluminescência envolvem reações nas quais o analito participa diretamente da reação quimiluminescente como reagente, catalisador ou modificador, há caso nos quais a análise é feita de maneira indireta, isto é, o analito participa da geração ou consumo de espécies que participam da reação. Dentre as principais aplicações analíticas destacam-se as determinações de íons metálicos, ânions inorgânicos, biomoléculas, substâncias carcinogênicas e drogas em diferentes matrizes ambientais e clínicas, sendo que as análises apresentam resultados bastante precisos e com baixos limites de detecção.

## Tipos
O fenômeno da luminescência se divide da seguinte forma:
- Quimioluminescência
  - Bioluminescência
  - Eletroquimioluminescência
- Fotoluminescência
  - Fluorescência
  - Fosforescência
- Termoluminescência
- Eletroluminescência